# Duivenhok (molen)
Duivenhok is een poldermolen ten zuiden van het Friese dorp Tzum, dat in de Nederlandse gemeente Waadhoeke ligt. De molen wordt in het Fries aangeduid als Teatlum, naar de naam van een nabije terp en buurtschap Teetlum.

## Beschrijving
De spinnenkopmolen Duivenhok bemaalde vroeger de Kramershoek, een particuliere polder van ongeveer 68 ha die ook wel Duivenhok of Duivendak werd genoemd. Rond 1960/1961 kreeg de molen een voorziening waarmee hij ook met behulp van tractor-aandrijving kon malen. De molen verloor tijdens een storm op 2 april 1973 zijn wiekenkruis en bovenas. De molen, die eigendom is van de gemeente Franekeradeel, werd in 1986 gerestaureerd. De molen is tegenwoordig maalvaardig in circuit.
Bij Tzum staat nog een tweede spinnenkopmolen, Fatum.